# Omroep
Omroep betekent (tegenwoordig) een radio- of televisieomroep, die radio- of televisie-uitzendingen verzorgt en meestal ook produceert. De eerste omroepen waren de publieke omroepen, gefinancierd door de overheid en de leden. Sinds de liberalisering begin jaren 80 van de 20e eeuw bestaan er in Nederland zendgemachtigde commerciële zenders. 

## Geschiedenis
Sinds de Italiaan Guglielmo Marconi in 1895 de draadloze radioverbinding uitvond, is zijn uitvinding gebruikt om Morse-seinen en later gesproken woord over te brengen van een zender naar een ontvanger en weer terug. Met andere woorden: twee mensen communiceerden draadloos met elkaar. 
Eerst wilde de overheid niet sturend optreden maar met het stijgen van de populariteit en de technische beperkingen kwam toch de behoefte aan regulering. Het gebruiken van elkaars golflengte en onderlinge storingen zorgde voor steeds krachtigere zenders. De populariteit van radio groeide snel en ook de politiek zag snel haar grote mogelijkheden. Het is niet verwonderlijk dat na de aanvankelijke roep om iets geheel nieuws, de bestaande maatschappelijke verzuiling zich deze kans op invloed op het nieuwe medium niet liet ontgaan. 
Voor het eerst ontstond rondom de ingediende omroepwet een flink politiek debat waarvan er later nog diverse zouden volgen. Voor de eigen zenders van de radiofabriekjes werden na 1925 geen vergunningen meer verleend. 
Na de invoering van de televisie in Nederland in 1951 verliep de verzorging van programmering vrijwel via dezelfde paden.

## Etymologie
Oorspronkelijk bestond de omroep uit een omroeper, die met zijn spreektrompet rondliep om burgers berichten van algemeen belang aan te kondigen.